# Patrimoni dell'umanità per stato

Siti del patrimonio mondiale per paese a gennaio 2024

A novembre 2024, ci sono un totale di 1223 patrimoni mondiali dell'umanità situati in 168 paesi, di cui 952 sono culturali, 231 naturali e 40 misti. I paesi sono stati divisi dal Comitato del Patrimonio Mondiale in cinque zone geografiche: Africa, Stati arabi, Asia e Pacifico, Europa e Nord America, America Latina e Caraibi. Con 61 siti selezionati, l'Italia è il Paese con più siti, seguita dalla Cina con 60 siti, poi Germania con 55 e Francia con 54.
Dei 196 stati parti della Convenzione del Patrimonio Mondiale, 28 non hanno beni iscritti nella Lista del Patrimonio Mondiale: Bahamas, Bhutan, Brunei, Burundi, Comore, Isole Cook, Gibuti, Guinea Equatoriale, eSwatini, Grenada, Guinea-Bissau, Guyana, Kuwait, Liberia, Maldive, Monaco, Nauru, Niue, Saint Vincent e Grenadine, Samoa, São Tomé e Príncipe, Sierra Leone, Somalia, Sud Sudan, Timor Est, Tonga, Trinidad e Tobago e Tuvalu.
Solo uno stato membro delle Nazioni Unite non è parte contraente della Convenzione sul Patrimonio Mondiale: il Liechtenstein.

## Elenco dei paesi con siti del patrimonio dell'umanità
| Paese                                  | Culturali | Naturali    | Misti | Totale | Transfrontalieri | Regione UNESCO           |
| -------------------------------------- | --------- | ----------- | ----- | ------ | ---------------- | ------------------------ |
| Afghanistan                            | 2         |             |       | 2      |                  | Asia e Pacifico          |
| Albania                                | 2         | 1           | 1     | 4      | 2                | Europa e Nord America    |
| Algeria                                | 6         |             | 1     | 7      |                  | Stati arabi              |
| Andorra                                | 1         |             |       | 1      |                  | Europa e Nord America    |
| Angola                                 | 1         |             |       | 1      |                  | Africa                   |
| Antigua e Barbuda                      | 1         |             |       | 1      |                  | America latina & Caraibi |
| Arabia Saudita                         | 6         | 1           |       | 7      |                  | Stati arabi              |
| Argentina                              | 7         | 5           |       | 12     | 3                | America latina & Caraibi |
| Armenia                                | 3         |             |       | 3      |                  | Europa e Nord America    |
| Australia                              | 4         | 12          | 4     | 20     |                  | Asia e Pacifico          |
| Austria                                | 11        | 1           |       | 12     | 5                | Europa e Nord America    |
| Azerbaijan                             | 4         | 1           |       | 5      | 1                | Europa e Nord America    |
| Bahrain                                | 3         |             |       | 3      |                  | Stati arabi              |
| Bangladesh                             | 2         | 1           |       | 3      |                  | Asia e Pacifico          |
| Barbados                               | 1         |             |       | 1      |                  | America latina & Caraibi |
| Bielorussia                            | 3         | 1           |       | 4      | 2                | Europa e Nord America    |
| Belgio                                 | 15        | 1           |       | 16     | 6                | Europa e Nord America    |
| Belize                                 |           | 1           |       | 1      |                  | America latina & Caraibi |
| Benin                                  | 2         | 1           |       | 3      | 2                | Africa                   |
| Bolivia                                | 6         | 1           |       | 7      | 1                | America latina & Caraibi |
| Bosnia ed Erzegovina                   | 3         | 1           |       | 4      | 2                | Europa e Nord America    |
| Botswana                               | 1         | 1           |       | 2      |                  | Africa                   |
| Brasile                                | 15        | 7           | 1     | 23     | 1                | America latina & Caraibi |
| Bulgaria                               | 7         | 3           |       | 10     | 1                | Europa e Nord America    |
| Burkina Faso                           | 2         | 1           |       | 3      | 1                | Africa                   |
| Cambogia                               | 4         |             |       | 4      |                  | Asia e Pacifico          |
| Camerun                                |           | 2           |       | 2      | 1                | Africa                   |
| Canada                                 | 10        | 11          | 1     | 22     | 2                | Europa e Nord America    |
| Capo Verde                             | 1         |             |       | 1      |                  | Africa                   |
| Ciad                                   |           | 1           | 1     | 2      |                  | Africa                   |
| Cile                                   | 7         |             |       | 7      | 1                | America latina & Caraibi |
| Cina                                   | 40        | 15          | 4     | 59     | 1                | Asia e Pacifico          |
| Città del Vaticano                     | 2         |             |       | 2      | 1                | Europa e Nord America    |
| Colombia                               | 6         | 2           | 1     | 9      | 1                | America latina & Caraibi |
| Corea del Nord                         | 2         |             |       | 2      |                  | Asia e Pacifico          |
| Corea del Sud                          | 14        | 2           |       | 16     |                  | Asia e Pacifico          |
| Costa Rica                             | 1         | 3           |       | 4      | 1                | America latina & Caraibi |
| Costa d'Avorio                         | 2         | 3           |       | 5      | 1                | Africa                   |
| Croazia                                | 8         | 2           |       | 10     | 3                | Europa e Nord America    |
| Cuba                                   | 7         | 2           |       | 9      |                  | America latina & Caraibi |
| Cipro                                  | 3         |             |       | 3      |                  | Europa e Nord America    |
| Danimarca                              | 8         | 3           |       | 11     | 1                | Europa e Nord America    |
| Dominica                               |           | 1           |       | 1      |                  | America latina & Caraibi |
| Ecuador                                | 3         | 2           |       | 5      | 1                | America latina & Caraibi |
| Egitto                                 | 6         | 1           |       | 7      |                  | Stati arabi              |
| El Salvador                            | 1         |             |       | 1      |                  | America latina & Caraibi |
| Emirati Arabi Uniti                    | 1         |             |       | 1      |                  | Stati arabi              |
| Eritrea                                | 1         |             |       | 1      |                  | Africa                   |
| Estonia                                | 2         |             |       | 2      | 1                | Europa e Nord America    |
| Etiopia                                | 9         | 2           |       | 11     |                  | Africa                   |
| Figi                                   | 1         |             |       | 1      |                  | Asia e Pacifico          |
| Filippine                              | 3         | 3           |       | 6      |                  | Asia e Pacifico          |
| Finlandia                              | 6         | 1           |       | 7      | 2                | Europa e Nord America    |
| Francia                                | 44        | 7           | 2     | 53     | 6                | Europa e Nord America    |
| Gabon                                  |           | 1           | 1     | 2      |                  | Africa                   |
| Gambia                                 | 2         |             |       | 2      | 1                | Africa                   |
| Georgia                                | 3         | 1           |       | 4      |                  | Europa e Nord America    |
| Germania                               | 51        | 3           |       | 54     | 9                | Europa e Nord America    |
| Ghana                                  | 2         |             |       | 2      |                  | Africa                   |
| Giamaica                               |           |             | 1     | 1      |                  | America latina & Caraibi |
| Giappone                               | 21        | 5           |       | 26     | 1                | Asia e Pacifico          |
| Giordania                              | 5         |             | 1     | 6      |                  | Stati arabi              |
| Grecia                                 | 17        |             | 2     | 19     |                  | Europa e Nord America    |
| Guatemala                              | 3         |             | 1     | 4      |                  | America latina & Caraibi |
| Guinea                                 |           | 1           |       | 1      | 1                | Africa                   |
| Haiti                                  | 1         |             |       | 1      |                  | America latina & Caraibi |
| Honduras                               | 1         | 1           |       | 2      |                  | America latina & Caraibi |
| India                                  | 35        | 7           | 1     | 43     | 1                | Asia e Pacifico          |
| Indonesia                              | 6         | 4           |       | 10     |                  | Asia e Pacifico          |
| Iran                                   | 26        | 2           |       | 28     | 1                | Asia e Pacifico          |
| Iraq                                   | 5         |             | 1     | 6      |                  | Stati arabi              |
| Irlanda                                | 2         |             |       | 2      |                  | Europa e Nord America    |
| Islanda                                | 1         | 2           |       | 3      |                  | Europa e Nord America    |
| Isole Salomone                         |           | 1           |       | 1      |                  | Asia e Pacifico          |
| Isole Marshall                         | 1         |             |       | 1      |                  | Asia e Pacifico          |
| Israele                                | 9         |             |       | 9      |                  | Europa e Nord America    |
| Italia                                 | 53        | 6           |       | 60     | 7                | Europa e Nord America    |
| Gerusalemme (proposta dalla Giordania) | 1         |             |       | 1      |                  | Stati arabi              |
| Kazakistan                             | 3         | 3           |       | 6      | 3                | Asia e Pacifico          |
| Kenya                                  | 4         | 3           |       | 7      |                  | Africa                   |
| Kirghizistan                           | 2         | 1           |       | 3      | 2                | Asia e Pacifico          |
| Kiribati                               |           | 1           |       | 1      |                  | Asia e Pacifico          |
| Laos                                   | 3         |             |       | 3      |                  | Asia e Pacifico          |
| Lettonia                               | 3         |             |       | 3      | 1                | Europa e Nord America    |
| Lesotho                                |           |             | 1     | 1      | 1                | Africa                   |
| Libano                                 | 6         |             |       | 6      |                  | Stati arabi              |
| Libia                                  | 5         |             |       | 5      |                  | Stati arabi              |
| Lituania                               | 5         |             |       | 5      | 2                | Europa e Nord America    |
| Lussemburgo                            | 1         |             |       | 1      |                  | Europa e Nord America    |
| Macedonia del Nord                     |           | 1           | 1     | 2      | 2                | Europa e Nord America    |
| Madagascar                             | 1         | 2           |       | 3      |                  | Africa                   |
| Malawi                                 | 1         | 1           |       | 2      |                  | Africa                   |
| Malaysia                               | 3         | 2           |       | 5      |                  | Asia e Pacifico          |
| Mali                                   | 3         |             | 1     | 4      |                  | Africa                   |
| Malta                                  | 3         |             |       | 3      |                  | Europa e Nord America    |
| Marocco                                | 9         |             |       | 9      |                  | Stati arabi              |
| Mauritania                             | 1         | 1           |       | 2      |                  | Stati arabi              |
| Mauritius                              | 2         |             |       | 2      |                  | Africa                   |
| Messico                                | 27        | 6           | 2     | 35     |                  | America latina & Caraibi |
| Micronesia                             | 1         |             |       | 1      |                  | Asia e Pacifico          |
| Moldavia                               | 1         |             |       | 1      | 1                | Europa e Nord America    |
| Mongolia                               | 4         | 2           |       | 6      | 2                | Asia e Pacifico          |
| Montenegro                             | 3         | 1           |       | 4      | 2                | Europa e Nord America    |
| Mozambico                              | 1         |             |       | 1      |                  | Africa                   |
| Myanmar                                | 2         |             |       | 2      |                  | Asia e Pacifico          |
| Namibia                                | 1         | 1           |       | 2      |                  | Africa                   |
| Nepal                                  | 2         | 2           |       | 4      |                  | Asia e Pacifico          |
| Nicaragua                              | 2         |             |       | 2      |                  | America latina & Caraibi |
| Niger                                  | 1         | 2           |       | 3      | 1                | Africa                   |
| Nigeria                                | 2         |             |       | 2      |                  | Africa                   |
| Norvegia                               | 7         | 1           |       | 8      | 1                | Europa e Nord America    |
| Nuova Zelanda                          |           | 2           | 1     | 3      |                  | Asia e Pacifico          |
| Oman                                   | 5         | [ note 42 ] |       | 5      |                  | Stati arabi              |
| Paesi Bassi                            | 12        | 1           |       | 13     | 3                | Europa e Nord America    |
| Pakistan                               | 6         |             |       | 6      |                  | Asia e Pacifico          |
| Palau                                  |           |             | 1     | 1      |                  | Asia e Pacifico          |
| Palestina                              | 4         |             |       | 4      |                  | Stati arabi              |
| Panama                                 | 2         | 3           |       | 5      | 1                | America latina & Caraibi |
| Papua Nuova Guinea                     | 1         |             |       | 1      |                  | Asia e Pacifico          |
| Paraguay                               | 1         |             |       | 1      |                  | America latina & Caraibi |
| Perù                                   | 9         | 2           | 2     | 13     | 1                | America latina & Caraibi |
| Polonia                                | 15        | 2           |       | 17     | 4                | Europa e Nord America    |
| Portogallo                             | 16        | 1           |       | 17     | 1                | Europa e Nord America    |
| Qatar                                  | 1         |             |       | 1      |                  | Stati arabi              |
| Regno Unito                            | 29        | 5           | 1     | 35     | 2                | Europa e Nord America    |
| Repubblica Ceca                        | 16        | 1           |       | 17     | 3                | Europa e Nord America    |
| Repubblica Centrafricana               |           | 2           |       | 2      | 1                | Africa                   |
| Repubblica del Congo                   |           | 2           |       | 2      | 1                | Africa                   |
| Repubblica Democratica del Congo       |           | 5           |       | 5      |                  | Africa                   |
| Repubblica Dominicana                  | 1         |             |       | 1      |                  | America latina & Caraibi |
| Romania                                | 7         | 2           |       | 9      | 1                | Europa e Nord America    |
| Ruanda                                 | 1         | 1           |       | 2      |                  | Africa                   |
| Russia                                 | 21        | 11          |       | 32     | 4                | Europa e Nord America    |
| Saint Kitts e Nevis                    | 1         |             |       | 1      |                  | America latina & Caraibi |
| Saint Lucia                            |           | 1           |       | 1      |                  | America latina & Caraibi |
| San Marino                             | 1         |             |       | 1      |                  | Europa e Nord America    |
| Senegal                                | 5         | 2           |       | 7      | 1                | Africa                   |
| Serbia                                 | 5         |             |       | 5      | 1                | Europa e Nord America    |
| Seychelles                             |           | 2           |       | 2      |                  | Africa                   |
| Singapore                              | 1         |             |       | 1      |                  | Asia e Pacifico          |
| Siria                                  | 6         |             |       | 6      |                  | Stati arabi              |
| Slovacchia                             | 6         | 2           |       | 8      | 3                | Europa e Nord America    |
| Slovenia                               | 3         | 2           |       | 5      | 3                | Europa e Nord America    |
| Spagna                                 | 44        | 4           | 2     | 50     | 4                | Europa e Nord America    |
| Sri Lanka                              | 6         | 2           |       | 8      |                  | Asia e Pacifico          |
| Stati Uniti d'America                  | 13        | 12          | 1     | 26     | 2                | Europa e Nord America    |
| Sudafrica                              | 5         | 4           | 1     | 10     | 1                | Africa                   |
| Sudan                                  | 2         | 1           |       | 3      |                  | Stati arabi              |
| Suriname                               | 2         | 1           |       | 3      |                  | America latina & Caraibi |
| Svezia                                 | 13        | 1           | 1     | 15     | 2                | Europa e Nord America    |
| Svizzera                               | 9         | 4           |       | 13     | 5                | Europa e Nord America    |
| Tagikistan                             | 2         | 2           |       | 4      | 1                | Asia e Pacifico          |
| Tailandia                              | 4         | 3           |       | 7      |                  | Asia e Pacifico          |
| Tanzania                               | 3         | 3           | 1     | 7      |                  | Africa                   |
| Togo                                   | 1         |             |       | 1      | 1                | Africa                   |
| Tunisia                                | 8         | 1           |       | 9      |                  | Stati arabi              |
| Turchia                                | 19        |             | 2     | 21     |                  | Europa e Nord America    |
| Turkmenistan                           | 4         | 1           |       | 5      | 2                | Asia e Pacifico          |
| Ucraina                                | 7         | 1           |       | 8      | 3                | Europa e Nord America    |
| Uganda                                 | 1         | 2           |       | 3      |                  | Africa                   |
| Ungheria                               | 7         | 1           |       | 8      | 2                | Europa e Nord America    |
| Uruguay                                | 3         |             |       | 3      |                  | America latina & Caraibi |
| Uzbekistan                             | 5         | 2           |       | 7      | 3                | Asia e Pacifico          |
| Vanuatu                                | 1         |             |       | 1      |                  | Asia e Pacifico          |
| Venezuela                              | 2         | 1           |       | 3      |                  | America latina & Caraibi |
| Vietnam                                | 5         | 2           | 1     | 8      |                  | Asia e Pacifico          |
| Yemen                                  | 4         | 1           |       | 5      |                  | Stati arabi              |
| Zambia                                 |           | 1           |       | 1      | 1                | Africa                   |
| Zimbabwe                               | 3         | 2           |       | 5      | 1                | Africa                   |
| Totale                                 | 952       | 231         | 40    | 1223   | 49               | 168 stati membri         |

## Paesi con la maggior concentrazione di Patrimoni dell'umanità
Nazioni con almeno 10 patrimoni riconosciuti dall'UNESCO. Legenda:
- nazioni con 60 o più patrimoni
- nazioni da 50 a 59 patrimoni
- nazioni da 40 a 49 patrimoni
- nazioni da 30 a 39 patrimoni
- nazioni da 20 a 29 patrimoni
- nazioni da 15 a 19 patrimoni
- nazioni da 10 a 14 patrimoni